# 江陽駅
江陽駅（강양역、カンヤンえき）は、朝鮮民主主義人民共和国咸鏡北道穏城郡に位置する朝鮮民主主義人民共和国鉄道省咸北線の鉄道駅である。豆満江を挟んで対岸の中国側は図們市と接している。

## 歴史
- 1933年8月1日：開業[1]。

## 隣の駅
朝鮮民主主義人民共和国鉄道省
咸北線
水口浦駅 - 江陽駅 - 南陽駅

## ギャラリー
- 日出山の中腹から見た図們江と江陽駅
- 図們江と江陽駅と集落
- 江陽駅をズームアップ
- 江陽駅と反対側の図們江上流方面